# 布尔南 (维埃纳省)
布尔南（法語：Bournand，法語發音：[buʁnɑ̃]）是法国新阿基坦大区维埃纳省的一个市镇，属于沙泰勒罗区。

## 地理
布尔南（47°5'13"N, 0°4'41"E）面积32.42 平方千米，位于法国新阿基坦大区维埃纳省，该省份为法国中西部省份，北起曼恩-卢瓦尔省和安德尔-卢瓦尔省，西接德塞夫勒省，南至夏朗德省，东南接上维埃纳省，东临安德尔省。
与布尔南接壤的市镇（或旧市镇、城区）包括：莱尔内、巴斯、盧丹、鲁瓦费、莱特鲁瓦穆捷、韦济耶尔。

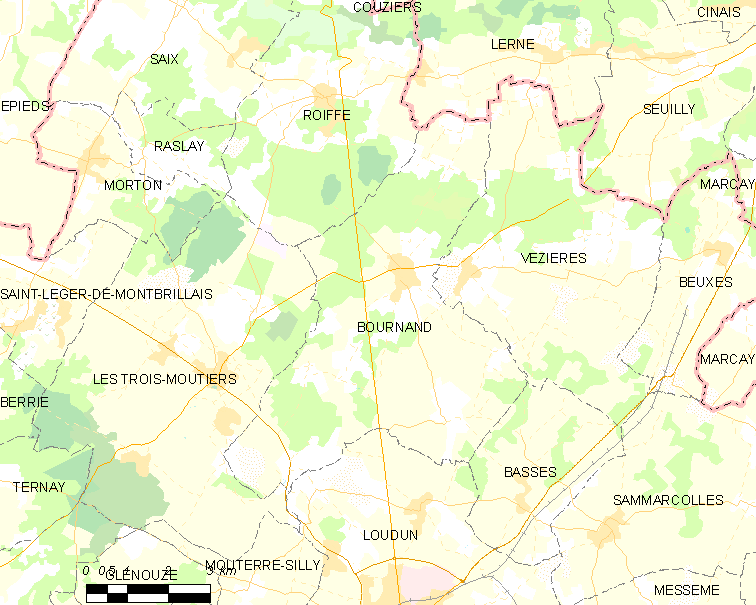
的OSM定位图

布尔南的时区为UTC+01:00、UTC+02:00（夏令时）。

## 行政
布尔南的邮政编码为86120，INSEE市镇编码为86036。

## 政治
布尔南所属的省级选区为卢丹县。

## 人口

1962-2008年间人口变化图示

布尔南于2022年1月1日时的人口数量为929人。